# Hans Weinreich
Hans Weinreich (Merseburg, 5 september 1896 - Düsseldorf, 23 december 1963) was een Duitse officier  en SS-Gruppenführer en Generalleutnant in de politie tijdens de Tweede Wereldoorlog. Hij was ook chef van de Technische Nothilfe.

## Leven
Op 5 september 1896 werd Hans Weinrich geboren in Merseburg. Hij kwam uit een middenklasse achtergrond, zijn vader was een arts. Na de burgerschool en gymnasium in Merseburg ging Weinreich landbouw studeren.

### Eerste Wereldoorlog
In augustus 1914 meldde Weinreich zich als Kriegsfreiwilliger (oorlogsvrijwilliger). Weinreich werd geplaatst in het 8. Thüringisches Infanterie-Regiment Nr. 153. In 1915 werd hij bevorderd tot Gefreiter (Korporaal). In juni 1915 raakte hij gewond. Weinreich werd overgeplaatst naar het Infanterie-Regiment „von Horn“ (3. Rheinisches) Nr. 29. In juli 1916 werd hij bevorderd tot Fahnenjunker-Unteroffizier. In juli 1917 werd hij naar de infanterieschool in Döberitz gestuurd. Hierna werd Weinreich bevorderd tot Fähnrich (vaandrig). Na zijn bevordering werd hij geplaatst bij het 2. (MG)/Infanterie-Regiment „von Horn“ (3. Rheinisches) Nr. 29. Op 18 oktober 1917 volgde zijn bevordering tot officier. Inmiddels was hij drie keer gewond geraakt tijdens gevechtshandelingen. In 1918 raakte hij in Brits krijgsgevangenschap.

### Interbellum
Na zijn vrijlating uit krijgsgevangenschap, werkte Weinreich vanaf 1919 tot juli 1920 als politieofficier in Berlijn. Hierna werkte hij als boer en van 1 januari 1923 tot 7 oktober 1931 als handelsbediende voor de Leunawerke.
Vanaf 1920 tot 1921 was Weinreich lid van de Stahlhelm. Op 15 maart 1922 werd hij in München lid van de Nationaalsocialistische Duitse Arbeiderspartij (NSDAP). Weinreich was vanaf 1922 tot 1924 Ortsgruppenleiter en propagandaleider in de NSDAP. 
Vanaf 15 maart 1922 tot 15 december 1936 was Weinreich ook lid van de Sturmabteilung. Hij was bij de SA ingeschaald als een SA-Standartenführer (kolonel). In 1924 was hij ook lid van de Frontbann. Vanaf 15 februari 1928 tot 1 mei 1931 was Weinreich Gau SA Führer Halle-Merseburg, en chef van de SA-Brigade I. Op 15 mei 1931 werd hij bevorderd tot SA-Oberführer. 
Vanaf 24 april 1932 tot 14 oktober 1933 zat Weinreich in de Pruisische Landdag. Hij was voor de kieskring 11 Merseburg vanaf 12 november 1933 tot het einde van de Tweede Wereldoorlog ook parlementslid in de Rijksdag. Op 15 maart 1933 werd Weinreich bevorderd tot SA-Gruppenführer. Vanaf 1 juli 1933 tot 2 juli 1934 was hij Stabsführer bij de Generalinspekteur der SA.
Op 1 maart 1933 trad Weinreich tot de Schutzstaffel (SS)) toe. En werd als  SS-Ehrenführer in de rang van een SS-Gruppenführer (generaal-majoor) gezet. Op 24 april 1934 werd hij door de rijksminister van Binnenlandse Zaken Wilhelm Frick benoemd tot hoofd van het Reichsamtes TN. Op 15 december 1936 werd hij bevorderd tot regulier SS-Gruppenführer en hij werd meteen als Führer in de Persönlicher Stab Reichsführer-SS geplaatst. Vanaf 12 juli 1937 tot juli 1943 was Weinreich chef van TeNo in het Reichsamt TN. Vanaf december 1941 was hij ook chef van het Amt TN in het Hauptamt Ordnungspolizei.

### Tweede Wereldoorlog
Op 1 januari 1941 werd Weinreich bevorderd tot Generalmajor der Polizei. Op 1 december 1942, na een langdurig geschil met het Reichsfinanzministerium (Rijksministerie van Financiën), werd hij bevorderd tot Generalleutnant der Polizei.
Ontslag
In september 1943 werd Weinreich om persoonlijke redenen afgezet door Reichsführer-SS Heinrich Himmler en ontslagen uit de SS. Het ontslag van Weinreich was het gevolg van een buitenechtelijke relatie met een prostituee die eerder een geslachtsziekte had gehad. Weinreich had haar een huwelijksbelofte gegeven. Zijn vrouw en 17-jarige dochter pleegden eind 1942 zelfmoord. Weinreich werd ook beschuldigd van bemoeienis met het onderzoek en het achterhouden van bewijs na zijn vrijlating.
Hij moest de leiding van de TN overdragen aan de SS-Gruppenführer en Generalleutnant der Polizei Willy Schmelcher. Op 1 juli 1944 werd Weinreich geplaatst in de Reserve.
Na de oorlog woonde hij tijdelijk in Solingen en stierf in Düsseldorf.

## Familie
Hij trouwde met Erika Baumgarten (7 november 1899 in Wieda - 15 november 1942 (zelfmoord)). Het echtpaar kreeg een dochter (23 januari 1925 - 15 november 1942). 

## Carrière
Weinreich bekleedde verschillende rangen in zowel de Sturmabteilung als Allgemeine-SS. De volgende tabel laat zien dat de bevorderingen niet synchroon liepen.
| Datums              | Pruisische leger           | Polizei                                   | Sturmabteilung      | Allgemeine-SS        |
| ------------------- | -------------------------- | ----------------------------------------- | ------------------- | -------------------- |
| Augustus 1914       | Kriegsfreiwilliger         | —                                         | —                   | —                    |
| 1915                | Gefreiter                  | —                                         | —                   | —                    |
| Juli 1916           | Fahnenjunker-Unteroffizier | —                                         | —                   | —                    |
| Juli 1917           | Fähnrich                   | —                                         | —                   | —                    |
| 18 oktober 1917     | Leutnant der Reserve       | —                                         | —                   | —                    |
| Juli 1920           | —                          | Polizeileutnant                           | —                   | —                    |
| 15 februari 1928    | —                          | —                                         | SA-Standartenführer | —                    |
| 15 mei 1931         | —                          | —                                         | SA-Oberführer       | —                    |
| 15 maart 1933       | —                          | —                                         | SA-Gruppenführer    | —                    |
| 1 maart 1933        | —                          | —                                         | —                   | Ere-SS-Gruppenführer |
| 15 december 1936    | —                          | —                                         | —                   | SS-Gruppenführer     |
| 1 - 30 januari 1941 | —                          | Generalmajor der Polizei                  | —                   | —                    |
| 9 december 1941     | —                          | Charakter als Generalleutnant der Polizei | —                   | —                    |
| 1 december 1942     | —                          | Generalleutnant der Polizei               | —                   | —                    |

## Lidmaatschapsnummers
- NSDAP-nr.: 5 920[6] (lid geworden 15 maart 1922)[3]
- SS-nr.: 278 160[6] (lid geworden 1 maart 1933)[3]

## Onderscheidingen
Selectie:
- IJzeren Kruis 1914, 1e Klasse[6][2][3][5][7] en 2e Klasse[6][2][3][5][7]
- Dapperheidsmedaille (Saksen-Altenburg)[2][3]
- Dienstonderscheiding van de SS[3]
- Dienstonderscheiding van de NSDAP[3] in goud[2]
- Gouden Ereteken van de NSDAP[5][7] in 1934[2]
- Erekruis voor Frontstrijders in de Wereldoorlog[6][5][7] in 1934[2]
- Ereteken van de Luchtbescherming, 1e Klasse in 1938[2]